# 이준혁 (1990년)
이준혁(1990년 3월 3일 ~)은 대한민국의 아나운서다. 

## 경력
- SPOTV (2015~2022)
- SBS 스포츠 (2022~)

## 주요 중계방송
- KBO 리그 (2018~)
- 한국프로농구 (2019~2022)